# Richard Ellmann
Richard Ellmann, född 15 mars 1918, död 13 maj 1987, var en framstående amerikansk litteraturkritiker. Han var gift med Mary Ellmann.
Ellmann författade ett flertal biografier över irländska författare, till exempel James Joyce och Oscar Wilde. För biografin över James Joyce (1959) vann han 1960 priset National book award. Ellmann var född och uppvuxen i Michigan, USA. Hans far kom från Rumänien och hans mor från Ryssland. Den akademiska utbildningen fick han vid universitet i Yale. Han utnämndes till hedersdoktor vid Göteborgs universitet 1978. Ellmann har främst fokuserat sig på moderna författare. Ellmann dog i Oxford.